# Aleksandar Đorđević
 Aleksandar „Sasza” Đorđević (cyr. Александар „Саша” Ђорђевић; ur. 26 sierpnia 1967 w Belgradzie) – jugosłowiański i serbski koszykarz, olimpijczyk i trener. Ma także paszport Hiszpanii.

## Życiorys
Đorđević jest pamiętany za tzw. buzzer beatery zza linii rzutów za trzy, tj. rzutami, które wpadały do kosza równo z końcową syreną spotkania. W swojej karierze oddał kilka takich rzutów, a dwa z nich przyniosły wielkie triumfy jego zespołów, gdyż przesądzały o zwycięstwie. W finale Euroligi w 1992 roku jego Partizan Belgrad przegrywał na kilka sekund przed końcem z Joventutem Badalona 68:70. Piłkę przejął Đorđević i po przebiegnięciu przez całe boisko, oddał rzut przez ręce rywali, który przyniósł zwycięstwo 71:70.
Pięć lat później podobna sytuacja miała miejsce na Eurobaskecie w Hiszpanii, gdzie reprezentacja Jugosławii grała w drugiej fazie z Chorwacją. 30 czerwca 1997 roku Chorwaci prowadzili na kilka sekund przed końcem 62:61, ale Đorđević chwycił piłkę, przebiegł na połowę rywali i oddał rzut, który dał awans Jugosławii do ćwierćfinałów z pierwszego miejsca, a rywalom zabrał cień szansy na walkę o medale.
Na poprzednim Eurobaskecie w Grecji Đorđević także zdobył złoty medal, walnie przyczyniając się do tego sukcesu. W finale przeciwko Litwie rzucił 41 pkt. (9/12 za 3), co jest do dzisiaj rekordem w historii mistrzostw Europy.
Karierę zakończył w lipcu 2005 roku w wieku 38 lat. Obecnie jest ambasadorem dobrej woli UNICEF w Serbii, podobnie jak Emir Kusturica, Ana Ivanović czy Jelena Janković. Oprócz tego jest przewodniczącym maratonu belgradzkiego, który jest organizowany od 1988 roku, a także jest jednym z założycieli organizacji humanitarnej Group 7 (nazwa pochodzi od ilości osób, którzy ją założyli. Są to: Vlade Divac, Žarko Paspalj, Dejan Bodiroga, Zoran Savić, Predrag Danilović, Željko Rebrača i właśnie Đorđević).
29 marca 2018 opuścił stanowisko trenera Bayernu Monachium.

## Osiągnięcia
Klubowe
- Mistrz:
  - Euroligi w 1992 (KK Partizan)
  - Jugosławii w 1987, 1992 (KK Partizan)
  - Hiszpanii w 1997, 1999 (FC Barcelona), 2000 (Real Madryt)
- Zdobywca:
  - Pucharu Jugosławii w 1989, 1992 (KK Partizan)
  - Pucharu Koracza w 1989 (KK Partizan), 1993 (Olimpia Milano), 1999 (FC Barcelona)
- Uczestnik Final Four Euroligi w 1997 (FC Barcelona)

Indywidualne
- dwukrotny laureat nagrody Mr Europa Player of the Year (1994, 1995)[2]
- Sportowiec Roku Jugosławii (1995)
- Atleta Roku Jugosławii (1995)
- MVP meczu gwiazd lig - włoskiej, hiszpańskiej i francuskiej (1994)
- Wybrany do grona grona 50. największych osobistości Euroligi (2008)
- Uczestnik Euro All-Star Game (1997)
- Zwycięzca konkursu rzutów za 3 punkty:
  - podczas Euro All-Star Game (1997)
  - ligi włoskiej (1995)
- Lider:
  - strzelców finałów Pucharu Koracia (1993, 1999)
  - ligi włoskiej w asystach (1994, 1996)

Reprezentacja
- Mistrz:
  - świata z Aten (1998)
  - Europy z Włoch (1991), Grecji (1995) i Barcelony (1997)
- Wicemistrz olimpijski z Atlanty (1996)
- Brązowy medalista mistrzostw Europy z Grecji (1987)
- MVP Eurobasketu w Hiszpanii 1997
- Zaliczony do I składu Eurobasketu (1997)

Trenerskie
- Wicemistrz:
  - świata (2014)
  - olimpijski (2016)[3]
  - Grecji (2016)
- Zdobywca pucharu:
  - Grecji (2016)
  - Niemiec (2018)
- Finalista pucharu Niemiec (2017)
- Uczestnik:
  - mistrzostw Europy (2015 – 4. miejsce)
  - Final Four Eurocup (2018)